# Prionus gahani
Prionus gahani là một loài bọ cánh cứng trong họ Cerambycidae.